# Gouvernement d'union nationale
 (février 2024).
Pour les articles homonymes, voir Union nationale.
Un gouvernement d’union nationale, ou gouvernement d'unité nationale, est un gouvernement constitué de tous les principaux partis politiques ou coalitions politiques représentées dans un parlement, sur la base d'un projet politique promettant un compromis entre les leurs. Il se différencie de la notion de gouvernement de coalition associant plusieurs partis politiques jusque-là opposés ou divisés, comme après la victoire aux législatives de en 1997 en France de la « Gauche plurielle »  ou lors de la formation des coalitions en Allemagne et en Belgique. Le terme d'Union sacrée est lui réservé à la situation particulière du début de la Première guerre mondiale en France après l'assassinat du leader socialiste et pacifiste Jean Jaurès.
En France, un gouvernement d’union nationale a été constaté à la fin de la Seconde Guerre mondiale, au moment de la  « bataille du charbon », parfois aussi appelée « bataille de la production », quand la situation dramatique du pays a requis un exceptionnel investissement humain et le renoncement aux conflits sociaux, la pénurie de charbon ayant causé par richochet de graves pénuries d'électricité causant elles-mêmes des pénuries de nombreux biens industriels ou agro-alimentaires fabriqués avec de l'électricité et qui aboutiront émeutes causées par le maintien du rationnement.
En janvier 1946, dans un gouvernement incluant aussi la droite, le centre-gauche et les socialistes, 8 des 22 ministères sont en particulier confiés au Parti communiste, qui réclame et obtient des nationalisations et le statut du mineur puis ceux d'EDF et de la fonction publique, à une époque où il a 182 députés, 28% des voix, et la gauche une large majorité à l'Assemblée.

## Gouvernement d'union nationale en France

### IIIeRépublique

#### Gouvernement Poincaré (1926-1928)
À la suite de l'échec du Cartel des gauches qui réunissait les radicaux-socialistes, les socialistes, les radicaux indépendants et les républicains-socialistes, l'ancien président de la République Raymond Poincaré (PRDS) est rappelé pour former un gouvernement d'Union nationale. Celui-ci obtient un large soutien allant de la Fédération républicaine au Parti républicain-socialiste, soit 422 députés sur 552.
Sous son administration, une politique d’austérité financière est appliquée ; le franc germinal est remplacé par le franc Poincaré d’une valeur cinq fois moindre, dévaluation qui se borne à entériner le change réel[réf. nécessaire]. Il parvient cependant à présenter un budget de l'État en équilibre, ce qui n'arrivera plus qu'en 1965 ensuite. 
Poincaré est reconduit après les élections législatives de 1928 qui voit la victoire du centre et de la droite (AD, FR et RI) alliée à des radicaux-socialistes et républicains-socialistes « unionistes ». Démissionnaire en juillet 1929 pour des raisons de santé, d'autres gouvernements d'union nationale lui succèderont durant la législature ; mis à part deux tentatives de concentration républicaine de la part des radicaux-socialistes (Chautemps et Steeg).
Les élections législatives de 1932 marquent la fin de cette première période d'union nationale engagée par Raymond Poincaré. Cependant, le second Cartel des gauches (PRRRS, SFIO et PRS) qui a remporté les élections, ne parvient pas à s'entendre sur la politique à mener. N'obtenant pas le soutien des socialistes, Édouard Herriot forme un gouvernement de concentration républicaine avec le centre-droit.

### IVeRépublique

#### Début du premier gouvernement d'union nationale
Un « gouvernement d'union nationale » a été formé à l'hiver 1945-1946, en pleine  bataille du charbon et entre deux élections législatives espacées de seulement quelques mois: en janvier 1946, lors du remaniement le plus important, 8 des 22 ministères sont confiés au Parti communiste, qui les conserve plus d'un an et demi, jusqu'à son éviction du gouvernement au printemps 1947, à une époque où il a 182 députés, 28% des voix, et dirige 50 des 80 communes de banlieue parisienne depuis les municipales de 1945, contre 26 lors du scrutin de 1935, tandis que la gauche une large majorité à l'Assemblée.
En échange de cette caution au gouvernement, le PCF obtient dans les semaines qui suivent la formation du gouvernement d'union nationale la nationalisation de plusieurs secteurs vitaux pour reconstruire l'économie (charbon, électricité, banques) et la direction de plusieurs des entreprises à nationaliser, ainsi qu'un Statut du mineur (avantages sociaux, salaires relevés, retraites anticipées, sécurité de l'emploi), le charbon représentant 96 % de l'énergie avant-guerre et l'hydraulique seulement 3%. Il s'agit de faire face à une énorme pénurie de charbon qui cause des coupures d'électricités très fréquentes et souvent imprévisibles, entravant la reconstruction industrielle. Les mineurs obtiennent aussi un assouplissement du rationnement alimentaire.
En échange de ces décisions historiques, le PCF s'engage plus sincèrement dans la bataille du charbon, qui a été contestée par des grèves au cours de l'été 1945, jusque dans ses rangs. Il est demandé aux mineurs de travailler le dimanche, de renoncer à la moitié des 12 jours de congé obtenus en 1936, d'accepter le retour au chronométrage du travail, et d'effectuer des journées à rallonge au fond, malgré un matériel à court d'électricité.
Entre 1938 et 1944, la production de charbon en France avait chuté de 43% et restait en 1945 inférieure de 20% à son niveau d'avant-guerre, l'électricité manquant pour alimenter les haveuses et les marteaux-piqueurs tandis que les mines lorraines restaient dévastées par le conflit militaire de même que les mines allemandes, dont la production a chuté de 80%.
Par ailleurs, la pénurie de main-d'œuvre est exacerbée par la géopolitique : les Américains exigent la libération de milliers de prisonniers de guerre allemands employés dans les mines du Nord-Pas-de-Calais, tandis que Staline organise le retour en Pologne de près de 20.000 mineurs polonais travaillant dans le Nord-Pas-de-Calais, parmi lesquels de nombreux résistants de la première heure.
| Année                                                | 1871 | 1880 | 1890 | 1900 | 1913 | 1929 | 1938 | 1941 | 1944 | 1945 | 1949 | 1952 |
| Production française de charbon (millions de tonnes) | 13,2 | 19,3 | 26   | 33   | 40   | 49   | 46   | 41   | 26,5 | 33   | 51,2 | 55,4 |

En décembre 1945, Marcel Paul devient ministre de la production industrielle et Ambroise Croizat ministre du Travail, chargé de la Sécurité sociale à partir du 26 janvier. Ces deux communistes sont chargés des plus importantes réformes de l'après-guerre, notamment créer EDF en nationalisant les compagnies privées. En janvier, la part des communistes monte à 8 ministres sur 22, un portefeuille spécifique étant confié à Auguste Lecoeur, maire de Lens et président du syndicat des mineurs du Nord-Pas-de-Calais. Ce dernier s'était opposé à l'été 1945 à Maurice Thorez au sujet de la bataille du charbon et avait exigé des compensations, comme les nationalisations, évoquées par De Gaulle depuis 1944 mais en suspens, ou encore le Statut du mineur, instituant des commission de discipline et de conciliation, les mineurs se plaignant du manque d'épuration dans l'encadrement après les souffrances de la guerre.
Il est créé immédiatement, par la loi du 14 février 1946 qui porte « reconnaissance par la Nation du métier de mineur et de son importance pour la vie économique du pays » et précède ceux d'EDF (22 juin 1946) et de la Fonction Publique (19 octobre 1946).
Peu avant, le 13 novembre 1945, l'Assemblée nationale avait élu à l'unanimité le général de Gaulle président du Gouvernement de la République française, ou « président du conseil », qui a formé un premier gouvernement le 21 novembre, parfois présenté lui aussi comme « d'union nationale »e mais qui a surtout pour mission de rédiger une nouvelle constitution. 
Au travail dès décembre 1945, il comprenait :
- quatre ministères confiés à des députés communistes
- quatre confiés à des socialistes;
- trois au centre-gauche (deux à l’Union démocratique et un à un radical)
- André Malraux, résistant proche de De Gaulle, alors sans appartenance politique.
- quatre à des républicains populaires (droite catholique)

Ce gouvernement reflétait, mais imparfaitement, les élections constituantes françaises de 1945, organisées en octobre, d'où sont sortis 159 députés communistes, 146 socialistes, et 60 radicaux, tandis que la droite y a obtenu 212 sièges (151 pour le MRP de Maurice Schumann et 61 pour l'Alliance démocratique de Michel Clemenceau. Le Parti communiste y a doublé son poids politique d'avant-guerre. Il a obtenu 50% des voix avec la SFIO socialiste (l'addition de leurs voix progressant de 15 points), mais ils ne sont pas majoritaires au gouvernement. Ils le deviendront quelques semaines plus tard en échange de leur engagement plus massif dans la bataille du charbon. L'effondrement du centre-gauche atteint le Parti radical, tandis que la droite et le centre-droit passent de 42,5 % à 15,6 % des suffrages.
PCF, SFIO et MRP échouent cependant à s'entendre sur les institutions : communistes et socialistes veulent un régime parlementaire sans sénat, le MRP exige lui une seconde assemblée et un président de la République disposant de réels pouvoirs. Le projet des seuls PCF et SFIO, non soutenu par le général de Gaulle, sera rejeté par référendum à 53 % le 5 mai 1946. L'Assemblée est alors dissoute.
Les législatives de 1946  voient le PCF dominer encore plus la gauche, avec 182 députés communistes, 102 socialistes, 42 radicaux, tandis que la droite obtient 225 sièges (162 pour MRP de Georges Bidault et 63 pour le PRL de Michel Clemenceau).

#### Fin du premier gouvernement d'union nationale
La domination électorale des communistes sur les socialistes devient telle, au moment des législatives de novembre 1946, que ces derniers craignent qu'elle ne soit irréversible. Les socialistes viennent alors de perdre le tiers des 146 députés obtenus lors des élections constituantes françaises de 1945. La percée communiste est notamment spectaculaire dans l'ex-bastion socialiste du Pas-de-Calais, qui produit deux-tiers du charbon de la région et plus de la moitié du charbon français, où les communistes bénéficient du double prestige découlant de la création du statut du mineur et la grève patriotique des cent mille mineurs du Nord-Pas-de-Calais en mai-juin 1941.
Par la suite, les tensions géopolitiques mondiales ont des conséquences au sein de la gauche française, où les socialistes s'inquiètent aussi des projets de Staline, tandis que l'hégémonie communiste au sein de la CGT est dénoncée dans plusieurs régions par des militants socialistes qui créeront en 1947 un nouveau syndicat, FO.
Au printemps 1947, avec l'accord des socialistes, les communistes sont chassés du gouvernement, après une importante grève chez Renault qu'ils n'ont pas sû maitriser, et à la fin novembre 1947 l'éviction de dirigeants communistes à la tête des charbonnages récemment nationalisés déclenche les plus dures des grèves de 1947 en France, en particulier dans les mines du Nord-Pas-de-Calais.

## Gouvernement d'union nationale en Israël
Le premier gouvernement d’Union nationale en Israël est formé le 1er juin 1967, peu avant le début de la guerre des Six-Jours, avec Levi Eshkol à sa tête (gouvernement Eshkol III). Il reste en place jusqu’à la mort du premier ministre. La coalition se maintient sous les gouvernements Golda Meir I et II.